# جويل كيلر
جويل كيلر (6 مارس 1995 في سويسرا - ) هو لاعب كرة قدم سويسري في مركز الدفاع. لعب مع نادي سانت باولي ونادي نورنبرغ و1. FC Nürnberg II ‏.

## وصلات خارجية
- جويل كيلر على موقع قاعدة بيانات كرة القدم.إي يو (الإنجليزية)
- جويل كيلر على موقع Soccerway.com (الإنجليزية)
- جويل كيلر على موقع عالم كرة القدم.نت (الإنجليزية)